# Jean Coral
Jean Carlos Alves Coral, meglio conosciuto come Jean Coral (Içara, 2 gennaio 1988), è un ex calciatore brasiliano, di ruolo attaccante.